# Амазонська деревна ящірка
Амазонська деревна ящірка (Enyalioides) — рід ігуаноподібних ящірок родини шипохвостих ігуан (Hoplocercidae). Представники цього роду мешкають в Південній Америці і Панамі.

## Опис
Загальна довжина представників цього роду коливається від 12 до 16 см. Зовні схожі на мініатюрних міфічних істот — драконів — і є одними з найбільших і найяскравіших ящірок північної частини Південної Америки. Голова короткувата. Очі середнього розміру. Над ними присутні великі нарости, між якими велика виїмка. Рот доволі широкий. На щоках можуть бути шипики. Тулуб кремезний. Луска переважно гладенька, але є види з шорсткою лускою. Спиною проходять помірні шипи. Хвіст з численними шипами. Частина видів доволі схожі між собою, відрізняються лише завдяки ДНК.
Забарвлення зеленувате, можуть бути зі світлим горлом (білувати або жовтуватим) та темними плямами з боків або спині.

## Спосіб життя
Мешкають у вологих тропічних лісах. Здатні рити маленькі нори серед листяної підстилки. Живляться різними жуками та термітами.

## Види
Рід Enyalioides нараховує 21 вид:
- Enyalioides altotambo Torres-Carvajal, Venegas & de Queiroz, 2015
- Enyalioides anisolepis Torres-Carvajal, Venegas & de Queiroz, 2015
- Enyalioides annularis (O’Shaughnessy, 1881)
- Enyalioides azulae Venegas, Torres-Carvajal, Duran & de Queiroz, 2013[3]
- Enyalioides binzayedi Venegas, Torres-Carvajal, Duran & de Queiroz, 2013[3]
- Enyalioides cofanorum Duellman, 1973
- Enyalioides cyanocephalus Venegas, García-Ayachi, Chávez-Arribasplata, Marchelie, Bullard, Quispe, Valencia, Odar & Torres-Carvajal, 2024
- Enyalioides dickinsoni Venegas, García-Ayachi, Chávez-Arribasplata, Marchelie, Bullard, Quispe, Valencia, Odar & Torres-Carvajal, 2024
- Enyalioides feiruzae Venegas, Chávez, García-Ayachi, Duran & Torres-Carvajal, 2021
- Enyalioides groi Dunn, 1933
- Enyalioides heterolepis (Bocourt, 1874)
- Enyalioides laticeps (Guichenot, 1855)
- Enyalioides microlepis (O'Shaughnessy, 1881)
- Enyalioides oshaughnessyi (Boulenger, 1881)
- Enyalioides palpebralis (Boulenger, 1883)
- Enyalioides peruvianus Köhler, 2003
- Enyalioides praestabilis (O'Shaughnessy, 1881)
- Enyalioides rubrigularis Torres-Carvajal, De Queiroz & Etheridge, 2009[5]
- Enyalioides rudolfarndti Venegas, Duran, Landauro & Lujan, 2011
- Enyalioides sophiarothschildae Torres-Carvajal, Venegas & de Queiroz, 2015
- Enyalioides touzeti Torres-Carvajal, Almendáriz, Valencia, Yánez-Muñoz & Reyes, 2008[6]

## Етимологія
Наукова назва роду Enyalioides походить від сполучення наукової назви роду Enyalius Wagler, 1830 і суффікса дав.-гр. οιδης — той, що нагадує.